# Білий зомбі
«Білий зомбі» (White Zombie) — американський фільм жахів 1932 режисера Віктора Гальперіна. Прем'єра відбулася 4 серпня 1932 року.

## Зміст
Таємничий Лежандра (Бела Лугоши) проживає в похмурому замку на Гаїті і за допомогою магічних сил перетворює людей на зомбі, щоб ті працювали на його цукровому заводі. Коли його друг Беамонт (Роберт Фрейзер) зауважує милу Меделін (Медж Белламі), Лежандра за допомогою культу вуду «умертвляє» її і бере до себе в замок. Наречений Меделін Нел Паркер (Джон Харрон) об'єднується з мисливцем на зомбі доктором Бернером (Джозеф Кофрон). Разом вони задають «поганим хлопцям» спеки.

## Ролі
| Актор          | Роль                          |
| -------------- | ----------------------------- |
| Бела Лугоши    | Лежандра                      |
| Роберт Фрейзер | Чарльз Беамонт                |
| Медж Белламі   | Меделін                       |
| Джон Харрон    | Нел Паркер, наречений Меделін |
| Джозеф Кофрон  | доктор Бернер                 |
| Ден Кріммінс   | П'єр                          |

## Рекламна кампанія
Успіх фільму багато в чому пояснювався новаторською рекламною кампанією. Прем'єрні покази фільму проходили в Нью-Йорку в кінотеатрі Ріволі. У ці дні перед кінотеатром збиралася величезний натовп роззяв, які дивилися, як по дерев'яному помосту під навісом безвольно ходить дев'ять жінок в костюмі і гримі зомбі. Це були найняті актриси, які щодня зображували героїв фільму «Білий зомбі» . З кінотеатру тим часом через репродуктор передавали звуки з фільму: бій там — тамов, шум роботи на плантаціях цукрової тростини, спів цикад. Фільм «Білий зомбі» довгий час вважався загубленим. Котушки з плівками, де були всі його частини, вдалося знайти тільки в 1960 - і роки.

## Знімальна група
- Режисер — Віктор Гальперін
- Сценарист — Гаррнет Вестон
- Продюсер — Едвард Хальперін
- Композитор — Гай Беаір, Ксав'єр Кугат, Гастон Борч